# Meganisi
Meganisi (gr. Μεγανήσι) – grecka wyspa na Morzu Jońskim, w archipelagu Wysp Jońskich. Leży na południowy wschód od Leukady. Populacja wyspy wynosi 1092 mieszkańców (2001), a powierzchnia 22,4 km². Do Meganisi należą oprócz tego dwie inne wyspy Skorpios oraz Sparli.
Leży w administracji zdecentralizowanej Peloponez, Grecja Zachodnia i Wyspy Jońskie, w regionie Wyspy Jońskie, w jednostce regionalnej Leukada, w gminie Meganisi. W 2011 roku liczyła 1040 mieszkańców. Główną miejscowością jest Katomeri. Oprócz niej na wyspie znajdują się dwie miejscowości: Wati oraz Spartochori. Wyspa jest połączona z Leukadą promem, który odpływa z Vathy oraz Spartochori. Na Meganisi znajdują się m.in. szkoły (podstawowa oraz liceum), banki oraz kościoły.

## Miasta oraz okoliczne wyspy
Miasta
- Katomeri
- Spartochori
- Wathi

Wyspy
- Skorpios
- Sparli